# Mateusz Borkowski
Mateusz Borkowski (* 2. April 1997 in Starachowice) ist ein polnischer Leichtathlet, der sich auf die Mittelstreckenläufe spezialisiert hat. 2021 wurde er Vizehalleneuropameister über 800 Meter.

## Sportliche Laufbahn
Mateusz Borkowski trat erstmals 2012 bei nationalen Jugendmeisterschaften an, damals gewann er den U16-Titel über die 2000-Meter-Distanz. Ein Jahr später wurde er über dieselbe Distanz polnischer U18-Hallenmeister. Im Juli trat er über 3000 Meter beim Europäischen Olympischen Sommer-Jugendfestival in Utrecht an, bei dem er in 8:28,89 min den ersten Platz belegte. 2014 trat er über 1500 Meter bei den Olympischen Jugendspielen in Nanjing an. Dort erreichte er das B-Finale, in dem er in 3:55,58 min den vierten Platz belegte und somit insgesamt 13. wurde. Mit Beginn der Saison 2015 fokussierte sich Borkowski zunehmend auf die 800-Meter-Distanz. Über diese Distanz trat er bei den U20-Europameisterschaften in Eskilstuna an. Den Vor- und den Halbfinallauf überstand er mit Zeiten knapp über 1:50 min. Im Finale konnte er mit 1:49,21 min die Bronzemedaille gewinnen.
2016 trat er auch bei den U20-Weltmeisterschaften in seiner polnischen Heimat über 800 Meter an, konnte als Sechster seines Vorlaufs in 1:50,93 min allerdings nicht in die nächste Runde einziehen. 2017 startete er zunächst im Winter bei den Halleneuropameisterschaften in Belgrad, seinen ersten internationalen Meisterschaften bei den Erwachsenen, an. Dabei scheiterte er als Dritter seines Vorlauf knapp am Einzug in das Halbfinale und belegte insgesamt den 16. Platz. Im April nahm er zusammen mit der polnischen 4-mal-800-Meter-Staffel bei den IAAF World Relays, den Staffelweltmeisterschaften, teil. Mit einer Zeit von 7:18,74 min konnte das polnische Team dabei die Bronzemedaille gewinnen. Im Juli fanden, wie schon die U20-Weltmeisterschaften, auch die U23-Europameisterschaften in Bydgoszcz statt. In 1:48,92 min verpasste Borkowski als Vierter dabei knapp den Sprung auf das Podest. Im August trat er als Student der Kazimierz Górski Higher School of Sports in Łódź auch noch bei der Universiade an. Dort startete er über 1500 Meter und belegte den 12. Platz.
2018 startete Borkowski über 800 Meter bei den Europameisterschaften in Berlin. Nach überstandenem Vor- und Halbfinallauf steigerte er seine Bestzeit im Finale auf 1:45,42 min und kam damit als Fünfter ins Ziel. Bei den Halleneuropameisterschaften 2019 in Glasgow scheiterte er im Vorlauf über die 800 Meter und wurde Elfter. Im Juli trat er letztmals bei den U23-Europameisterschaften an und konnte dabei in 1:48,75 min den Titel erringen. 2021 startete er in der Heimat im 800-Meter-Lauf bei den Halleneuropameisterschaften. Im Vorlauf stellte er dabei in 1:45,97 min eine neue Hallenbestleistung auf und zog in das Finale ein, in dem er die Silbermedaille gewinnen konnte. Anfang Juni lief er in Finnland neue Bestzeit von 1:44,85 min über 800 Meter und qualifizierte sich damit zum ersten Mal für die Olympischen Sommerspiele. In Tokio zog er als Zweiter seines Vorlaufes in das Halbfinale ein, wo er schließlich den letzten der acht Plätze im zweiten Lauf belegte und damit ausschied. 2022 nahm er in den USA an seinen ersten Weltmeisterschaften an. Er belegte in seinem Vorlauf den sechsten Platz, womit er den Einzug in das Halbfinale verpasste.
2023 trat Borkowski in Budapest wieder bei den Leichtathletik-Weltmeisterschaften an. Dort zog er über 800 Meter in das Halbfinale ein. Darin verpasste er mit neuer Bestzeit von 1:44,30 min als Vierter knapp den Einzug in das Finale. 2024 startete er im März bei den Hallenweltmeisterschaften in Glasgow. Als Fünfter seines Vorlaufes über 800 Meter, verpasste er den Einzug in das Halbfinale.

## Wichtige Wettbewerbe
| Jahr              | Veranstaltung                                  | Ort               | Platz             | Disziplin         | Zeit              |
| Startet für Polen | Startet für Polen                              | Startet für Polen | Startet für Polen | Startet für Polen | Startet für Polen |
| ----------------- | ---------------------------------------------- | ----------------- | ----------------- | ----------------- | ----------------- |
| 2013              | Europäisches Olympisches Sommer-Jugendfestival | Utrecht           | 1.                | 3000 m            | 8:28,89 min       |
| 2014              | Olympische Jugendspiele                        | Nanjing           | 13.               | 1500 m            | 3:55,58 min       |
| 2015              | U20-Europameisterschaften                      | Eskilstuna        | 3.                | 800 m             | 1:49,21 min       |
| 2016              | U20-Weltmeisterschaften                        | Bydgoszcz         | 22.               | 800 m             | 1:50,93 min       |
| 2017              | Halleneuropameisterschaften                    | Belgrad           | 16.               | 800 m             | 1:50,08 min       |
| 2017              | IAAF World Relays                              | Nassau            | 3.                | 4 × 800 m         | 7:18,74 min       |
| 2017              | U23-Europameisterschaften                      | Bydgoszcz         | 4.                | 800 m             | 1:48,92 min       |
| 2017              | Universiade                                    | Taipeh            | 12.               | 1500 m            | 3:50,99 min       |
| 2018              | Europameisterschaften                          | Berlin            | 5.                | 800 m             | 1:45,42 min       |
| 2019              | Halleneuropameisterschaften                    | Schottland        | 11.               | 800 m             | 1:48,82 min       |
| 2019              | U23-Europameisterschaften                      | Gävle             | 1.                | 800 m             | 1:48,75 min       |
| 2021              | Halleneuropameisterschaften                    | Toruń             | 2.                | 800 m             | 1:46,90           |
| 2021              | Olympische Sommerspiele                        | Tokio             | 18.               | 800 m             | 1:46,54 min       |
| 2022              | Weltmeisterschaften                            | Eugene            | 33.               | 800 m             | 1:47,61 min       |
| 2023              | Weltmeisterschaften                            | Budapest          | 9.                | 800 m             | 1:44,30 min       |
| 2024              | Hallenweltmeisterschaften                      | Glasgow           | 20.               | 800 m             | 1:48,07 min       |

## Persönliche Bestleistungen
Freiluft
- 400 m: 47,25 s, 10. Juni 2023, Danzig
- 800 m: 1:44,30 min, 24. August 2023, Budapest
- 1000 m: 2:18,88 min, 15. August 2018, Szczecin
- 1500 m: 3:41,97 min, 6. Juni 2015, Danzig

Halle
- 400 m: 47,69 s, 28. Januar 2023, Spała
- 800 m: 1:45,97 min, 6. März 2021, Toruń
- 1500 m: 3:45,83 min, 20. Februar 2016, Spała